# João Bezerra da Silva
João Bezerra da Silva (Afogados da Ingazeira, 24 de junho de 1898 — Garanhuns, 4 de dezembro de 1970) foi um policial da Polícia Militar do Estado de Alagoas chamada à época de volante, ficou conhecido nacionalmente como o comandante da volante que pôs fim ao cangaceiro Lampião e seu bando, em 28 de julho de 1938 no município de Poço Redondo, em Sergipe. Posteriormente foi recebido no Palácio do Catete, pelo então Presidente Getúlio Dornelles Vargas, quando foi elogiado e recebeu honrarias pelo grande feito. Durante a carreira militar atuou por 35 anos e 7 meses, obtendo durante esse período 19 nomeações de comando, chegando inclusive a assumir o comando geral da corporação alagoana. Em setembro de 1940, lançou um livro intitulado Como Dei Cabo a Lampião, obra em que ele relata os fatos marcantes que ocorreram no combate de Angico. Entrou para a reserva da Polícia Militar do Estado de Alagoas em 4 de novembro de 1955, aos 57 anos de idade, passando a se dedicar à agricultura.

## Biografia
João Bezerra da Silva nasceu em 24 de junho de 1898, na Serra da Colônia, município de Afogados da Ingazeira, Pernambuco, filho de Henrique Bezerra da Silva e Marcolina Maria Bezerra da Silva. Curiosamente João Bezerra é primo em segundo grau do famigerado cangaceiro Antônio Silvino, segundo ele, com quem aprendeu a atirar. Também nasceu no mesmo mês e ano que Lampião. Sua cidade natal fica na  Microrregião do Pajeú, onde está localizado o município de Serra Talhada, terra natal de Lampião.
Quando jovem, João Bezerra decidiu fugir de casa, após desentendimento com seu pai Henrique Bezerra, que tinha-lhe proibido de namorar uma moça da localidade. Sentindo-se desmoralizado, partiu para a capital Recife, onde começou a trabalhar como assentador de dormentes na linha férrea, entre outras profissões que teve durante sua estada. Após um ano, decidiu voltar para sua casa na Serra da Colônia, onde abriu um pequeno estabelecimento comercial (bodega) que vendia de tudo. Ao ver que João Bezerra estava progredindo com seu comércio e chegando inclusive a realizar festas no fim de semana, um importante fazendeiro local sentiu-se incomodado e acabou abusando sua sobrinha contra a vontade dela. Diante da barbárie, João Bezerra pôs fim ao fazendeiro e foi embora do lugar para evitar retaliações, sendo este o segundo motivo de sua saída. Com isso foi procurar refúgio no município de Princesa Isabel, onde trabalhou para o Coronel José Pereira, que era inimigo ferrenho de Lampião e uma importante autoridade local. Ali João Bezerra ficou famoso por ter matado uma onça que estava dizimando criações e de ter matado uma pessoa.
Em seguida João Bezerra decidiu ir para Maceió, em 1919, ano em que iniciou sua carreira militar, sendo incorporado em definitivo em 1922, fazendo grande carreira ao conquistar muitas promoções por bravura e merecimento. Casou-se com Cyra Gomes de Britto, em 1935 no município de Piranhas.
Fora a operação que resultou no fim de Lampião e seu bando, João Bezerra da Silva também participou de diversas missões fora do estado de Alagoas fazendo parte dos contingentes alagoanos no combate a coluna Prestes em 1925, durante a revolução de 1930 que depôs Washington Luís e durante a revolução constitucionalista de 1932.

## Massacre de Angico
Como militar, ganhou reconhecimento nacional por na época, até então como tenente da volante alagoana (Atual PMAL), ter comandado a volante policial que matou Lampião e seu bando, em uma operação realizada em 28 de julho de 1938, o ataque ao bando de cangaceiros ficou conhecido como Massacre de Angico. Sua bravura esteve presente em 11 combates contra os cangaceiros, durante toda sua carreira, onde chegou a perder quatro centímetros de uma das pernas, causando-lhe dificuldades de locomoção, fato esse que lhe rendeu o apelido dado por Lampião de "Cão Coxo" (na cultura nordestina "cão" é sinônimo de bravura, valentia  e "coxo" se refere a pessoa com uma extremidade mais curta que a outra ). Em contrapartida, João Bezerra lhe chamava de "O Cego", devido Lampião não ter o olho direito. 

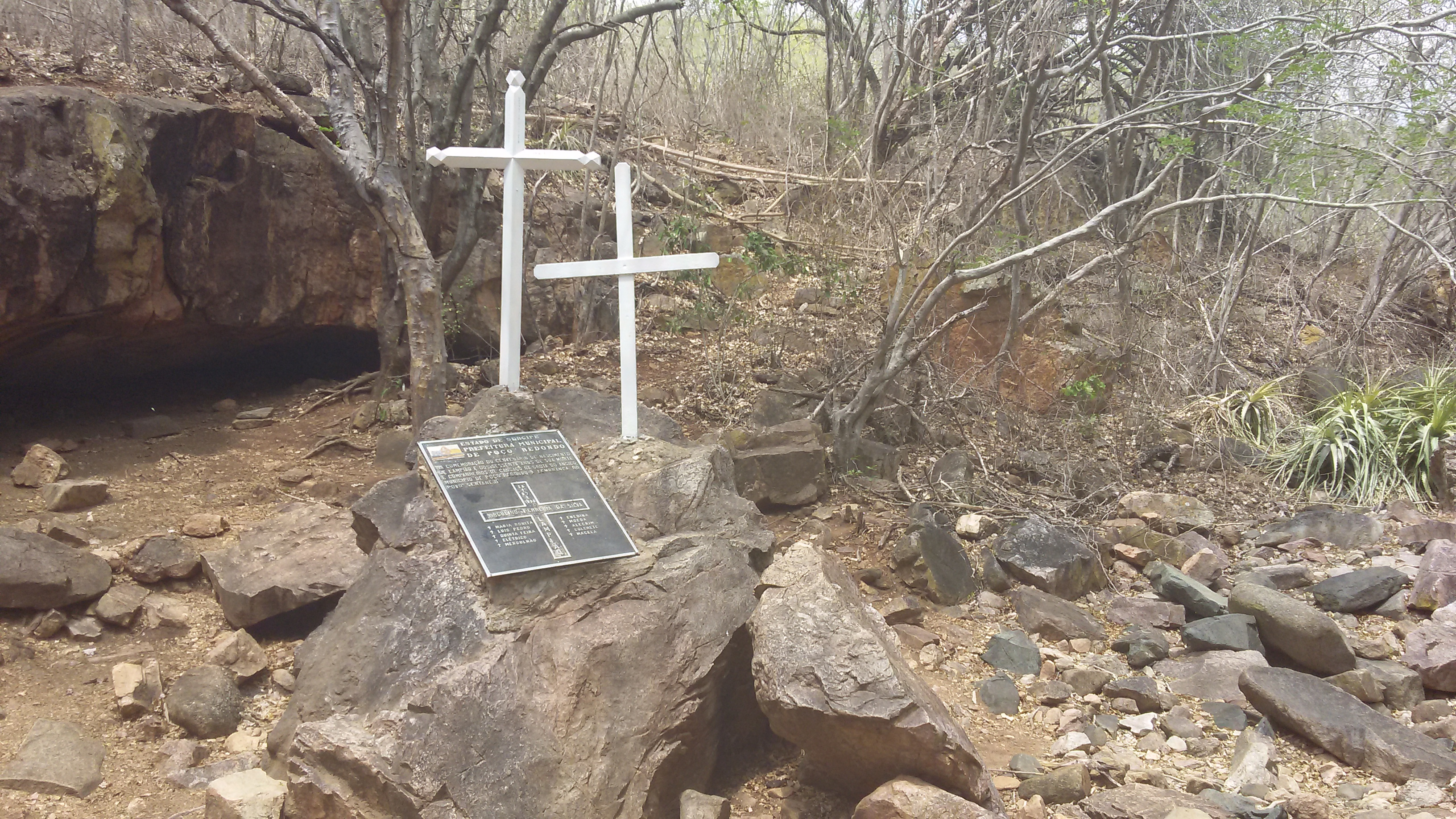
Cruzes marcando o local da morte de Lampião e seu bando, em Poço Redondo, Sergipe

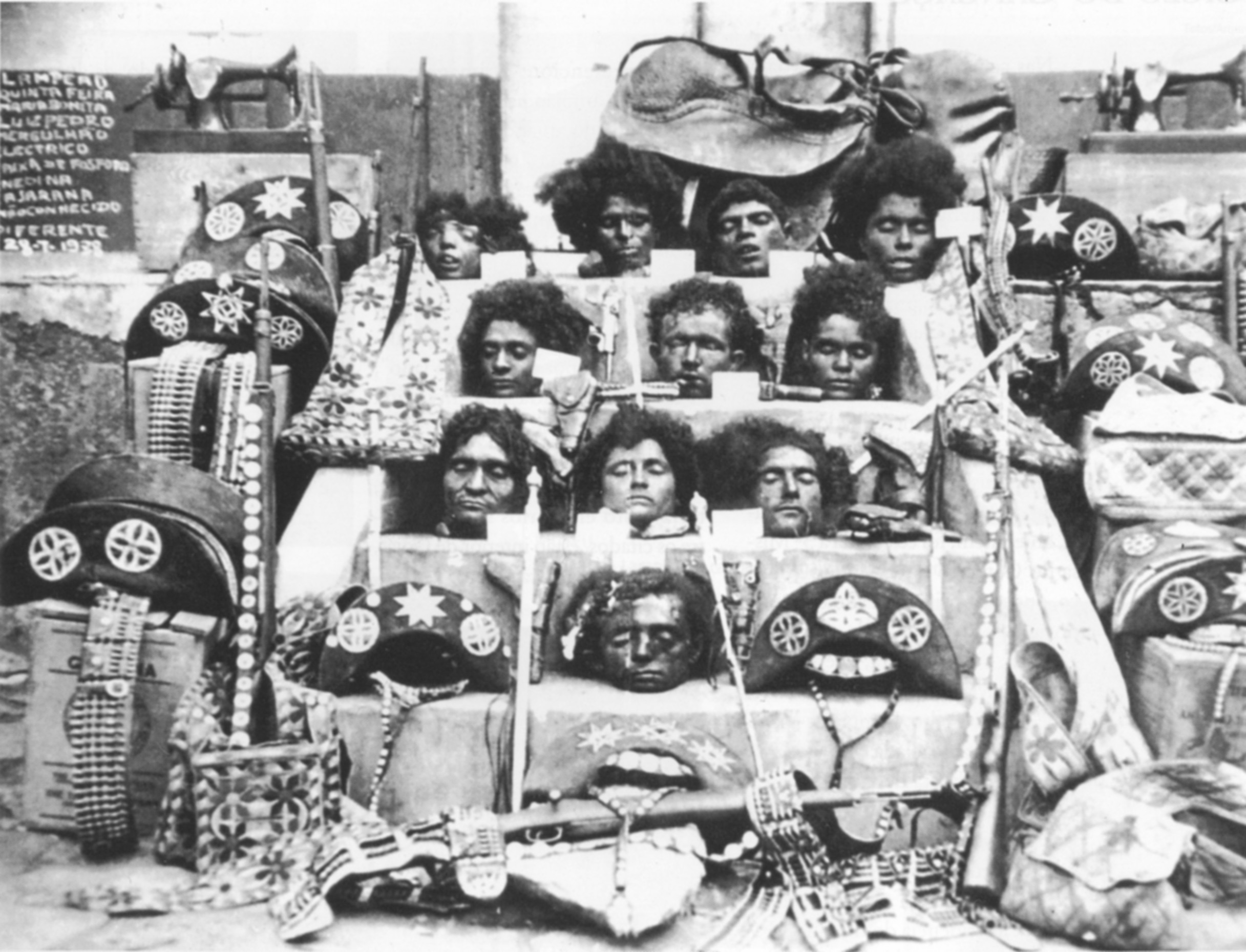
As cabeças dos cangaceiros incluindo Lampião (no primeiro degrau) e Maria Bonita (ao centro, no segundo degrau) na cidade de Piranhas em Alagoas

## Morte
João Bezerra da Silva faleceu no município de Garanhuns, em 4 de dezembro de 1970, por consequência de um acidente vascular cerebral, aos 72 anos de idade. Seu corpo encontra-se enterrado no cemitério Parque das Flores, no município do Recife.